# Semitystyka
Semitystyka (inaczej semitologia) – jedna z dziedzin orientalistyki zajmująca się badaniem języków semickich, językoznawstwem porównawczym i historycznym tychże języków, ale również współczesnymi dialektami języków semickich. 
Osoba zajmująca się semitystyką nazywana jest semitystą.
Idea studiów semitystycznych narodziła się w Niemczech i do tej pory są one prowadzone na wielu niemieckich uniwersytetach. Za założycieli semitystyki uznaje się dwóch Niemców, Theodora Nöldeke oraz Carla Brockelmanna. 
Studenci w czasie studiów semitystycznych przyswajają język syryjski, język arabski, dialekty języka arabskiego oraz inne języki semickie. Zapoznają się także z historią i kulturą Semitów tak współczesną, jak i starożytną. Dodatkowo otrzymują niezbędne informacje praktyczne na temat sposobów badania i opisywania współczesnych języków i dialektów semickich, gdyż obecnie jest to jeden z głównych priorytetów badań semitystycznych na świecie.
W Polsce w latach 1950–1973 w Instytucie Orientalistycznym Uniwersytetu Warszawskiego istniała Katedra Semitystyki, na której czele stał prof. Stefan Strelcyn, a w latach 1969–1973 prof. Witold Tyloch. Głównymi kierunkami badań były języki Afryki oraz język hebrajski, co doprowadziło do podziału Katedry Semitystyki na mniejsze zakłady. W chwili obecnej studia semitystyczne nie są prowadzone na żadnym polskim uniwersytecie. Wiąże się to z tym, iż niektóre języki semickie wykłada się w Polsce na oddzielnych kierunkach takich jak arabistyka, hebraistyka, etiopistyka bądź asyrologia, które zarazem są dziedzinami pokrewnymi z punktu widzenia semitystyki.